# 2-溴苯胺
2-溴苯胺是一种有机化合物，化学式为BrC6H4NH2。它可由2-硝基溴苯经水合肼或氢气还原制得。它和N-溴代丁二酰亚胺反应，得到2,4-二溴苯胺。它和乙酸酐反应，得到2-乙酰氨基溴苯。